# Pčelinji vosak
Pčelinji vosak (lat.: Cera Flava) je prirodni vosak koji izlučuju pčele i od njega grade saće. Očišćen i izbijeljen u trgovinama se prodaje pod imenom Cera alba.
Prirodna specifična težina kod temperature od 15°C iznosi 0,956kg. +, -  0,003kg. Točka topljenja mu je od 58 - 64°C i daleko je veća od običnog parafinskog voska gdje je ona već na 30°C. Na temperaturi iznad 65°C pčelinji vosak postaje tekuć i može se prihvatiti za vlakna stijenja za svijeću. U kontaktu sa zrakom, svijeća gori dajući svjetlost i toplinu. Danas se za proizvodnju svijeća koriste jeftiniji stearin i parafin, koji su gotovo potpuno istisnuli korištenje pčelinjeg voska u toj proizvodnji ne zbog svoje kvalitete već zbog niže cijene.
Kao dodatak prehrani pčelinji vosak nosi oznaku E 901.
Kad pčela medarica iz žlijezde luči voštane pločice, one su u stvari gotovo bijele boje. Tamnija ili žuta boja se u vosku stvara njegovim kontaktom sa zrakom. Boja ovisi i od prisustva cvjetne peludi te propolisa.

## Pčelinji vosak u gospodarstvu
U gospodarskim granama koje se bave preradom i proizvodnjom od voska je danas pčelinji vosak najvećim dijelom zamijenjen umjetnim voskom tj. parafinom. Usprkos tomu nije ga moguće potpuno zamijeniti jer jer je kemijski jedinstven i nije ga moguće umjetno proizvesti kao ni ostale pčelinje proizvode. Najveći potrošač prirodnog pčelinjeg voska su kozmetička i farmaceutska industrija, gdje je on sastavni dio raznih krema, masti, pasta i ruževa za usne. Na te proizvode se najčešće stavlja oznaka "sadrži prirodni pčelinji vosak". Velike količine se troše i u proizvodnji svijeća. U kemijskoj industriji ima još sasvim neznatnu ulogu (vosak za skije, voštane boje, sredstva za impregniranje). Također veliki potrošač pčelinjeg voska je pčelarska industrija. Pčelari vosak najviše koriste za proizvodnju satnih osnova koje koriste da pčelama omoguće bržu izgradnju pčelinjih saća.

## Poveznice
- Pčelarstvo
- Košnica
- Seleće pčelarstvo
- Stacionirano pčelarstvo
- Ekopčelarstvo
- Med
- Parafin
- Svijeća

## Vanjske poveznice
- Pčelarstvo.hr - internetske stranice sa svim obavijestima vezanim za pčelarstvo
- Apivita - satne osnove i pribor za pčelarstvo